# Megalonema xanthum
Megalonema xanthum és una espècie de peix de la família dels pimelòdids i de l'ordre dels siluriformes.

## Morfologia
- Els mascles poden assolir 15,9 cm de longitud total.
- Nombre de vèrtebres: 45-48.[4][5]

## Hàbitat
És un peix d'aigua dolça i de clima tropical.

## Distribució geogràfica
Es troba a Sud-amèrica: és una espècie de peix endèmica de la conca del riu Magdalena (Colòmbia).